# Шлезвиг (город)
Шле́звиг (нем. Schleswig, дат. Slesvig, н.-нем. Sleswig) — город в Германии, районный центр, расположен в земле Шлезвиг-Гольштейн.
Входит в состав района Шлезвиг-Фленсбург. Население составляет 24 058 человек (на 31 декабря 2010 года). Занимает площадь 24,3 км². Официальный код — 01 0 59 075.
Город стоит на западной оконечности бухты Шлей, волны которой изображены на его гербе.

## Происхождение названия
Город берёт своё название от бухты Шлей в Балтийском море, в конце которой он расположен. Датское слово «vig» означает «залив». Шлезвиг, следовательно, означает «бухта Шлей».

## Достопримечательности

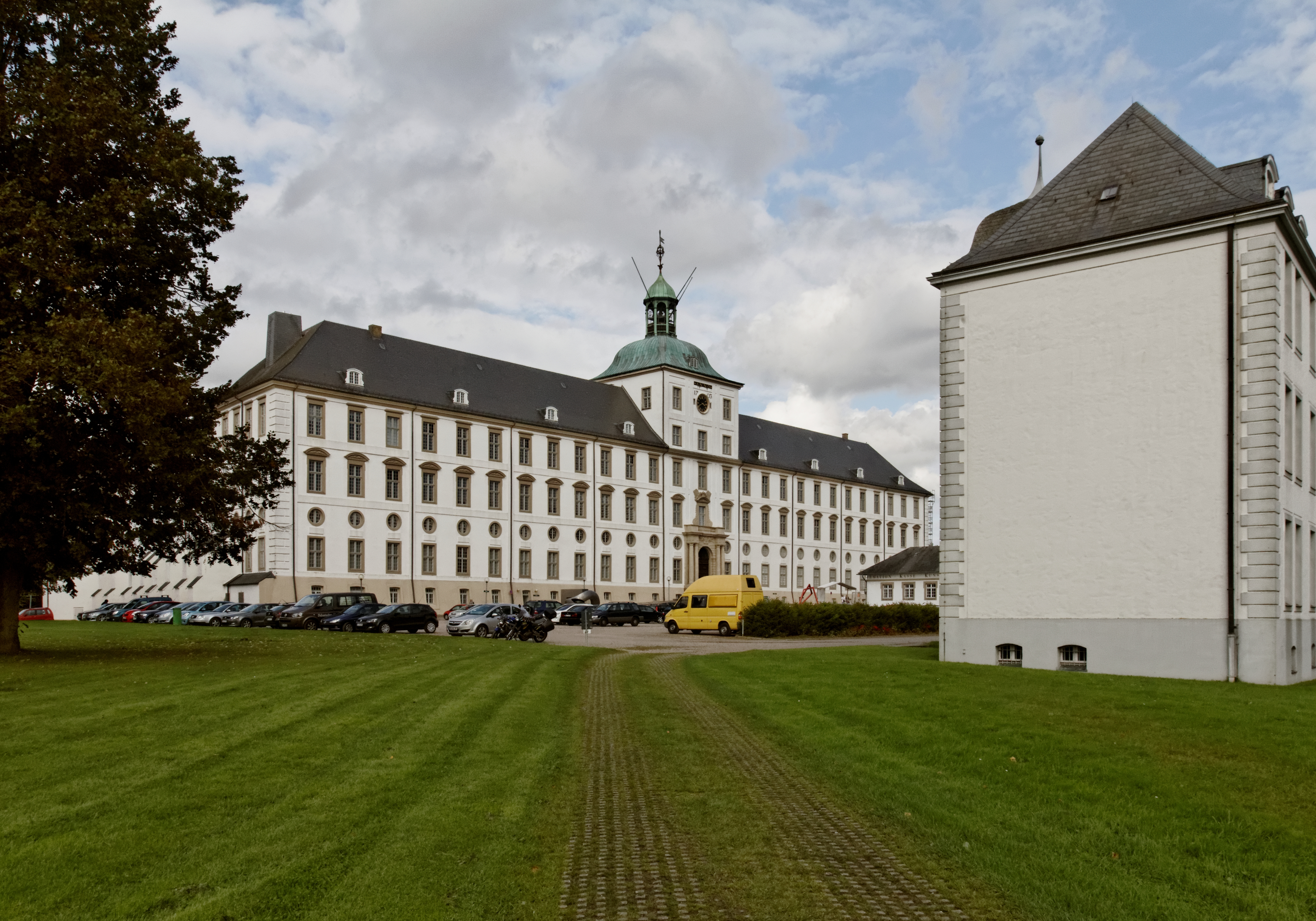
Готторп

- Замок Готторп (построен в 1161 году, реконструирован в XVII веке архитектором Никодемусом Тессином-младшим) — бывшая резиденция герцогов, с садом в стиле барокко Neuwerk, там хранится копия глобуса Готторфа).
- Шлезвигский собор (1134 год), с гробницей короля Дании Фридриха I.
- Холм — старая рыбацкая деревушка на берегу Шлей.
- Хедебю — поселение викингов.
- Алтарь Бордесхольм в Кафедральном соборе (1521, автор Ханс Брюггеман) сделанный в Дании, но находящийся сейчас в Шлезвиге, входит в Датский культурный канон.

## Знаменитости
В Шлезвиге родились:
• Вернер Ганс Фридрих Абрагамсон — датский писатель и археолог
• Ральф Ротман — немецкий писатель
• Виктор Гензен — немецкий учёный, зоолог

## Климат
Климат влажный и морской. Ежегодная средняя температура 8 ° C , средние осадки 814 мм.